# Andrea
Andrea o Andreua és un nom de dona, que a Italià equival a l'«Andreu» català. Andreu prové del grec antic ἀνήρ anḗr, genitiu ἀνδρός andrós, que vol dir «home». Té entrada al Diccionari Català-Valencià-Balear.
En castellà, com a pràctica recent, es fa servir com el femení d'«Andrés», però no és clar si és correcte. Molts defensen la forma Andreua com a substitut més adequat. En català es clar si es tracta de la forma correcta del femení d'Andreu, o si ha seguit el mateix mecanisme que en castellà.
És popular tradicionalment en referència al personatge bíblic d'Andreu apòstol, un dels deixebles de Jesús de Natzaret.